# Munio Nuñez de Brañosera

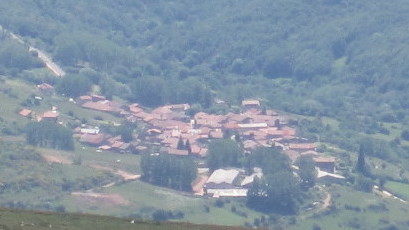
Vista de Brañosera

Munio Nuñez de Brañosera (? - depois de 824) Participou, no século IX no repovoamento da área que se estende desde as montanhas de Cantábria até às margens do rio Douro. Munio é o antepassado dos condes de Castela e da linhagem da Casa de Lara.
Em 13 de Outubro de 824, durante o reinado de Afonso II das Astúrias, Munio Nuñez e a sua esposa Argilo outorgaram o famoso foro de Brañosera aos cinco vizinhos que povoaram o lugar.

## Matrimônio e descendência
Apesar de não ser mencionado na documentação ou nas crónicas da época, presume-se, pelos patronímicos, que ele e sua esposa Argilo tiveram pelo menos dois filhos:
- Nuno Muñoz. Embora não haja  nenhum vestígio documental deste personagem, seria o elo entre Munio Nuñez de Brañosera e o conde Munio Núñez que repovoou Castrojeriz em 882 e Roa em 912,[2] conhecido posteriormente como Munio Nuñez de Roa.[3]
- Fernando Muñoz, seria o pai de:
  - Gonçalo Fernandez, o progenitor do conde Fernão Gonçalves. Em 912, Gonçalo confirmou o foro de Brañosera chamando os outorgantes originais, Munio Nuñez e Argilo, seus avós.[4]
  - Nuño Fernández, conde em Castela e em Burgos.[5]

Fernando Muñoz também poderia ser pai do conde Rodrigo Fernandes que aparece confirmando uma doação feita ao Mosteiro de Cardeña juntamente com o seu possível irmão Nuno.